# Uromyces blandus
Uromyces blandus ist eine Ständerpilzart aus der Ordnung der Rostpilze (Pucciniales). Der Pilz ist ein Endoparasit des Schilfrohres. Symptome des Befalls durch die Art sind Rostflecken und Pusteln auf den Blattoberflächen der Wirtspflanzen.

## Merkmale

### Makroskopische Merkmale
Uromyces blandus ist mit bloßem Auge nur anhand der auf der Oberfläche des Wirtes hervortretenden Sporenlager zu erkennen. Sie wachsen in Nestern, die als gelbliche bis braune Flecken und Pusteln auf den Blattoberflächen erscheinen.

### Mikroskopische Merkmale
Das Myzel von Uromyces blandus wächst wie bei allen Uromyces-Arten interzellulär und bildet Saugfäden, die in das Speichergewebe des Wirtes wachsen. Aecien oder Spermogonien der Art sind nicht bekannt. Die zimtbraunen Uredien des Pilzes wachsen meist oberseitig auf den Wirtsblättern. Seine tiefgoldenen bis zimtbraunen Uredosporen sind 23–27 × 20–25 µm groß, meist kugelig bis breitellipsoid und stachelwarzig. Die überwiegend blattoberseitig wachsenden Telien der Art sind schwarzbraun, pulverig und früh offenliegend. Die tiefgoldenen bis kastanienbraunen Teliosporen sind einzellig, in der Regel kugelig bis ellipsoid und 25–34 × 19–24 µm groß. Ihre Stiele sind farblos bis gelblich und bis zu 80 µm lang.

## Verbreitung
Das bekannte Verbreitungsgebiet von Uromyces blandus umfasst die Philippinen. Auch in China wurde die Art gefunden.

## Ökologie
Die Wirtspflanze von Uromyces blandus ist Phragmites communis. Der Pilz ernährt sich von den im Speichergewebe der Pflanzen vorhandenen Nährstoffen, seine Sporenlager brechen später durch die Blattoberfläche und setzen Sporen frei. Die Art durchläuft einen Entwicklungszyklus, von dem bislang lediglich Telien und Uredien sowie deren Wirt bekannt sind; Spermogonien und Aecien konnten dem Pilz nicht zugeordnet werden.